# Airframe
Airframe [ˈɛɹˌfɹeɪm] ist ein Roman von Michael Crichton, der im Jahre 1996 veröffentlicht wurde.
Als Airframe (von englisch frame: Rahmen) bezeichnet man in der Flugzeugindustrie das komplett aufgebaute Flugwerk (Flugzeugzelle) eines Flugzeuges inklusive aller technischen Einbauten (Rumpf, Tragflächen, Leitwerke, Fahrgestelle usw., jedoch ohne Antrieb). Der Titel ist jedoch auch ein Wortspiel mit der englischen Redewendung: to frame somebody (= jemanden hereinlegen).

## Handlung
Die Handlung wird als Wirtschaftskrimi getrieben und spielt im amerikanisch-asiatischen Wirtschaftsraum der Gegenwart. Die Geschichte ist angelehnt an eine wahre Begebenheit, die in eine fiktive Handlung projiziert wurde.
Der Roman handelt von der Analyse eines Flugzwischenfall einer Großraummaschine über dem Pazifischen Ozean. Scheinbar grundlos war eine Maschine des fiktiven Herstellers „Norton Aircraft“ im Reiseflug plötzlich zu einer Reihe von steilen, unkontrollierten Steig- und Sinkflügen ausgebrochen, welche große Schäden in der Kabine anrichteten, und zahlreiche Verletzte sowie drei Tote forderte, ehe ein normaler Flugzustand wiederhergestellt, und sicher am Zielflughafen gelandet werden konnte. Die ursprüngliche Erklärung der Crew, man sei in heftige Turbulenzen geraten, stellt sich schnell als unwahr heraus. 
Casey Singleton, Chefin der Fertigungskontrolle des Flugzeugherstellers, steht unter dem hohen Druck, innerhalb weniger Tage herausfinden zu müssen, weshalb es zu diesem schweren Zwischenfall kommen konnte. Sollte der in diesen Tagen vor dem Abschluss stehende Deal über acht Milliarden Dollar mit einem extrem sicherheitsaffinen asiatischen Kunden durch eine negative Berichterstattung in der Presse kurzfristig noch platzen, droht der Bankrott, zudem schwelt in der Führungsriege des Herstellers ein Machtkampf, welcher die lückenlose Aufklärung zusätzlich erschwert. Da der verantwortliche Pilot über einen makellosen Ruf als herausragender Könner seines Fachs verfügt, kommt nach übereinstimmender Ansicht des Ermittlerteams nur eine Fehlfunktion des noch relativ neuen Flugzeugtyp als Ursache in Frage. Verwunderlich ist allerdings, dass die gesamte Crew des Fluges unmittelbar in die asiatische Heimat zurückbeordert wurde, und für direkte Befragungen nicht zur Verfügung steht. Aufgrund der allgemeinen Rezession steht die Firma mit dem Rücken zur Wand. 
Zeitgleich hat die berüchtigte Fernsehsendung „Newsline“ auf der Suche nach einem neuen Aufmacher von angeblichen Zulassungsproblemen bei Norton für den europäischen Markt erfahren und möchte kurzfristig eine – beim TV-Publikum immer für hohe Quoten sorgende – Sensationsstory über mangelhafte Produktsicherheit amerikanischer Hersteller bringen. Als der Journalistin Jennifer Malone auch noch ein Video, welches Livebilder aus der Kabine während des Zwischenfall zeigt, zugespielt wird, scheint der Vorwurf, dass es sich um ein unsicheres Flugzeug handelt, erwiesen, und das Magazin hat seinen Aufmacher für den Samstagabend.
Nach und nach findet Singleton heraus, dass der erfahrene Kapitän John Zhen Chang seinen Sohn, einen begeisterten Hobbypiloten, jedoch ohne Lizenz für große Flugzeuge, und von der Airline nur als Kabinensteward beschäftigt, die Kontrolle über das Flugzeug hatte übernehmen lassen, während der Vater selbst das Cockpit verließ, um die Toilette aufzusuchen. Bei einem – durch gefälschte Ersatzteile verursachten – kleineren technischen Defekt geriet der unerfahrene Sohn in Panik, steuerte manuell gegen die Korrekturmanöver des Autopiloten an, und provozierte somit diese Folge von Sturzflügen. Erst, als Chang junior von einem herumfliegenden Ausrüstungsgegenstand k. o. geschlagen wurde, konnte der Autopilot das Flugzeug stabilisieren, und seinen einprogrammierten Kurs zum Ziel fortsetzen. Die Airline vertuschte diesen Umstand, um Schadenersatzforderungen der Passagiere und Hinterbliebenen abzuwenden. Norton führt am frühen Morgen einen Demonstrationsflug mit der Unglücksmaschine durch, präsentiert Malone die Ergebnisse, und kündigt eine Pressekonferenz für die Mittagszeit an, worauf „Newsline“ seine Story zurückzieht, da man am Samstagabend nicht mehr behaupten könnte, das Flugzeug sei unsicher. Die Pressekonferenz fällt aus, und der abschließende Ermittlungsbericht erwähnt lediglich Wartungsfehler sowie Trainingsmängel auf Seiten der Flugcrew als Unfallursache, da man die Airline nicht bloß stellen möchte, schließlich handelt es sich um einen wichtigen Kunden. Malone verliert ihren Job, Singleton wird befördert, und die Airline gibt eine neue Großbestellung in Auftrag.

## Hintergrund
Die Story vereint Details aus zwei realen Unfällen – zum einen den China-Eastern-Airlines-Flug 583 vom 6. April 1993, bei dem im Flug ausgefahrene Vorflügel zu schweren Beschädigungen am Flugzeug, zahlreichen Verletzten und zwei Toten führten, und zum anderen den Aeroflot-Flug 593 vom 23. März 1994, auf dem der verantwortliche Pilot seinen (allerdings erst 15-jährigen) Sohn das Flugzeug steuern ließ. Das Kind deaktivierte unbewusst Teile des Autopiloten, was zunächst unbemerkt blieb. Bis der Fehler bemerkt wurde, war es zu spät, das Flugzeug stürzte ab. Eine rechtzeitige vollständige Reaktivierung des Autopiloten hätte den Unfall verhindert.
Der Roman übt offene Kritik an der subjektiven Informationsflut durch die Massenmedien, der der „normale“ Bürger heute täglich ausgesetzt sei. Crichton spricht das politische Thema Pressefreiheit an. Er wirft die Frage auf, ob das Grundrecht Pressefreiheit uneingeschränkt Vorteile hat, oder auch Gefahren birgt. Durch die Falschinformation, die in den Medien vermittelt wird, droht dem Unternehmen in Crichtons Roman ein großer wirtschaftlicher Verlust und als Konsequenz der Konkurs – und nicht zuletzt der Verlust vieler Arbeitsplätze. Die im Buch unterstellte Feindschaft der europäischen Zulassungsbehörden gegenüber amerikanischen Flugzeugen spiegelt dabei die zum Politikum gewordene Konkurrenz zwischen Boeing und Airbus bzw. der US-amerikanischen und europäischen Luft- und Raumfahrtindustrie im Allgemeinen. Die Zentrale von „Norton Aircraft“ befindet sich im Roman am Flughafen Burbank, Kalifornien – hier hatte der frühere Hersteller Lockheed Aircraft seinen Sitz.
Der Autor möchte mit seinem Werk aber auch über die Sicherheit des Luftverkehrs informieren. Er stellt das Flugzeug als das statistisch betrachtet sicherste Verkehrsmittel dar.

## Rezensionen
- Michael Crichtons „Airframe“: Der Wünschelrutengaenger, Frankfurter Allgemeine Zeitung, 6. Januar 1997, Nr. 4 / Seite 23
- Thomas Harbach: Michael Crichton: Airframe auf SF-radio.net
- Christopher Lehmann-Haupt: A Thriller Not to Carry On Your Next Plane Trip, New York Times, 5. Dezember 1996
- Tom Shone: Moving Parts, New York Times, 15. Dezember 1996